# Gerry Rafferty
Gerald "Gerry" Rafferty, född 16 april 1947 i Paisley, Renfrewshire, död 4 januari 2011 i Stroud, Gloucestershire, var en brittisk (skotsk) musiker, kompositör och sångare. Han var medlem i duon/trion The Humblebums 1969-1970 tillsammans med sångaren, skådespelaren och komikern Billy Connolly och senare medlem i gruppen Stealers Wheel 1972-1975. Hans musikaliska stil hade sina rötter i brittisk 1960-tals pop/rock med tydliga influenser från folkmusik och i viss mån jazz. Som sångare hade han en karakteristisk lite nasal röst och ett speciellt "sound" kännetecknat av vokala harmonier.

## Biografi
Rafferty slog igenom som soloartist tack vare singeln Baker Street, med dess välkända inledning på saxofon (spelad av Raphael Ravenscroft), tagen från albumet City to City från 1978. Singeln (som såldes i 4 miljoner exemplar över hela världen) nådde 3:e plats och albumet 6:e plats i Storbritannien. I USA låg singeln 2:a på Billboard-listan i sex veckor, medan City to City toppade albumlistan.
Andra låtar som placerade sig på listorna under de följande åren var Right Down the Line (nr 12) och Night Owl (UK nr 5).
1983 sjöng han låten The Way it Always Starts på det av Mark Knopfler komponerade soundtracket Local Hero. Knopfler medverkar på Raffertys album Another World från 2000.
Senare album från Rafferty har ofta fått gott betyg från kritikerkåren, utan att bli några storsäljare som de från åren 1978 - 1980.
Konstnären J. Patrick Byrne har målat omslagen till Raffertys album Can I Have My Money Back?, City to City, Night Owl, Snakes and Ladders samt Another World samt de tre albumen av gruppen Stealers Wheel.

## Diskografi
- Can I Have My Money Back? (1971)
- City to City (1978)
- Night Owl (1979)
- Snakes and Ladders (1980)
- Sleepwalking (1982)
- North and South (1988)
- Right Down the Line (1989) (samlingsalbum)
- On a Wing & a Prayer (1992)
- Over My Head (1994)
- Another World (2000)
- Life Goes On (2009) (samlingsalbum 1992-2000 + nya låtar)